# Бурфі
Бурфі — популярний десерт індійської (а також пакистанської та бангладешської) кухні. У базовому вигляді являє собою цукерку типу помадки, зроблену з увареного згущеного молока.

## Опис
Слово «бурфі» походить від перського слова «барфі» зі значенням сніг. Ця назва відсилає до кольору десерту. Колір, однак може змінюватися при додаванні додаткових інгредієнтів - фруктів (наприклад, манго), горіхів, прянощів (таких, як кардамон), трояндової води. Нерідко додається м'якоть кокоса. Зверху бурфі прикрашають посипкою з товчених горіхів, а в особливо урочистих випадках - найтоншими листами срібла, які в Індії також їдять, хоча вони і не мають смаку. Кожен тип бурфі в Індії має свою назву. Приготовані бурфі зазвичай нарізають квадратами або ромбами, як пахлаву, хоча бувають і бурфі круглої форми. Їх часто подають під час весіль і індуїстських релігійних свят, таких, як свято Дівалі.

## Галерея

Різні види бурфі
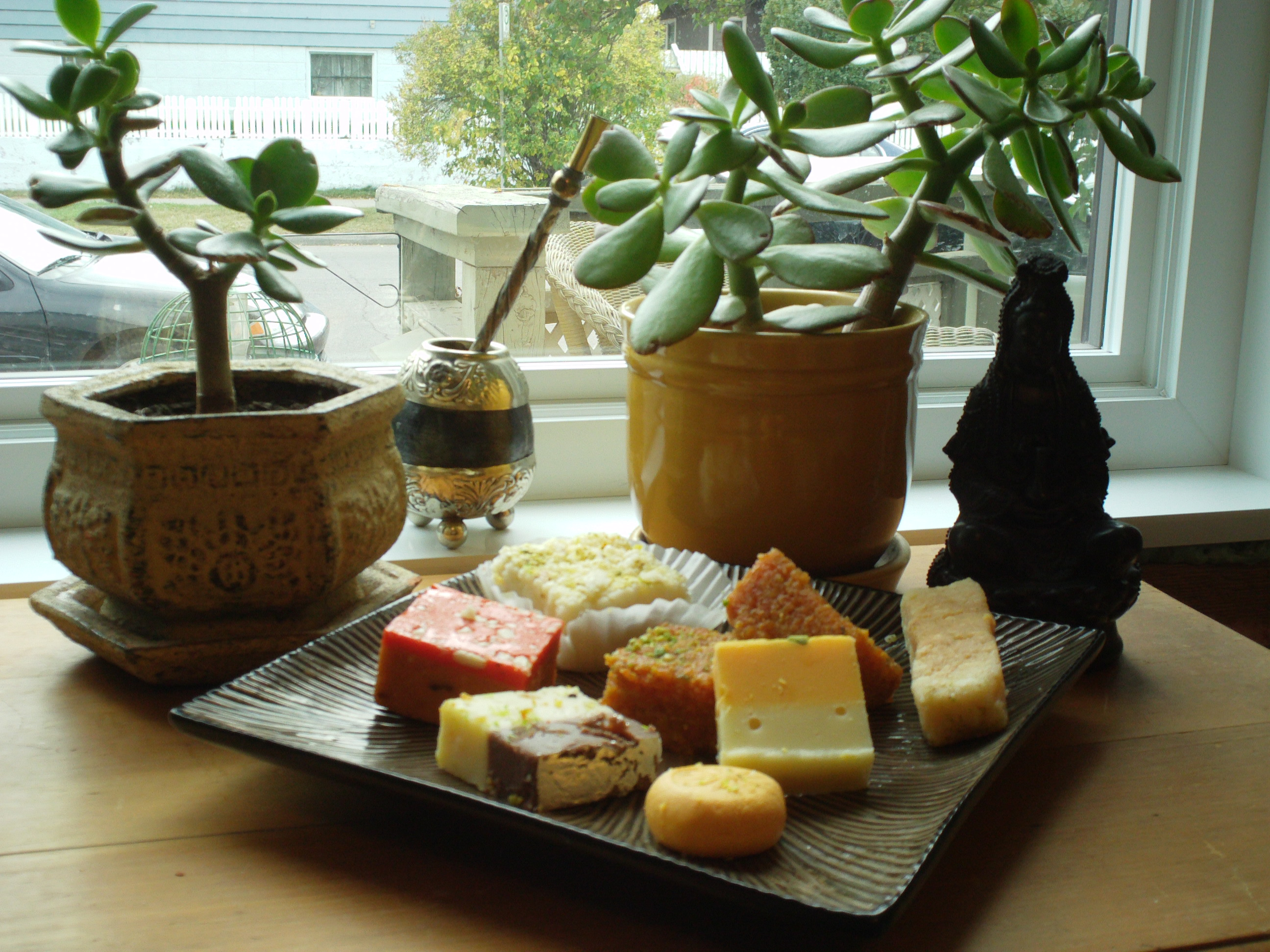
Мигдаль, цукор і молочні тверді речовини (Хоа або Хоя) є основою для приготування деяких цукерок в надзвичайно різноманітній колекції цукерок Індії. Вище представлений асортимент бурфі в магазині в Мумбаї, Індія.
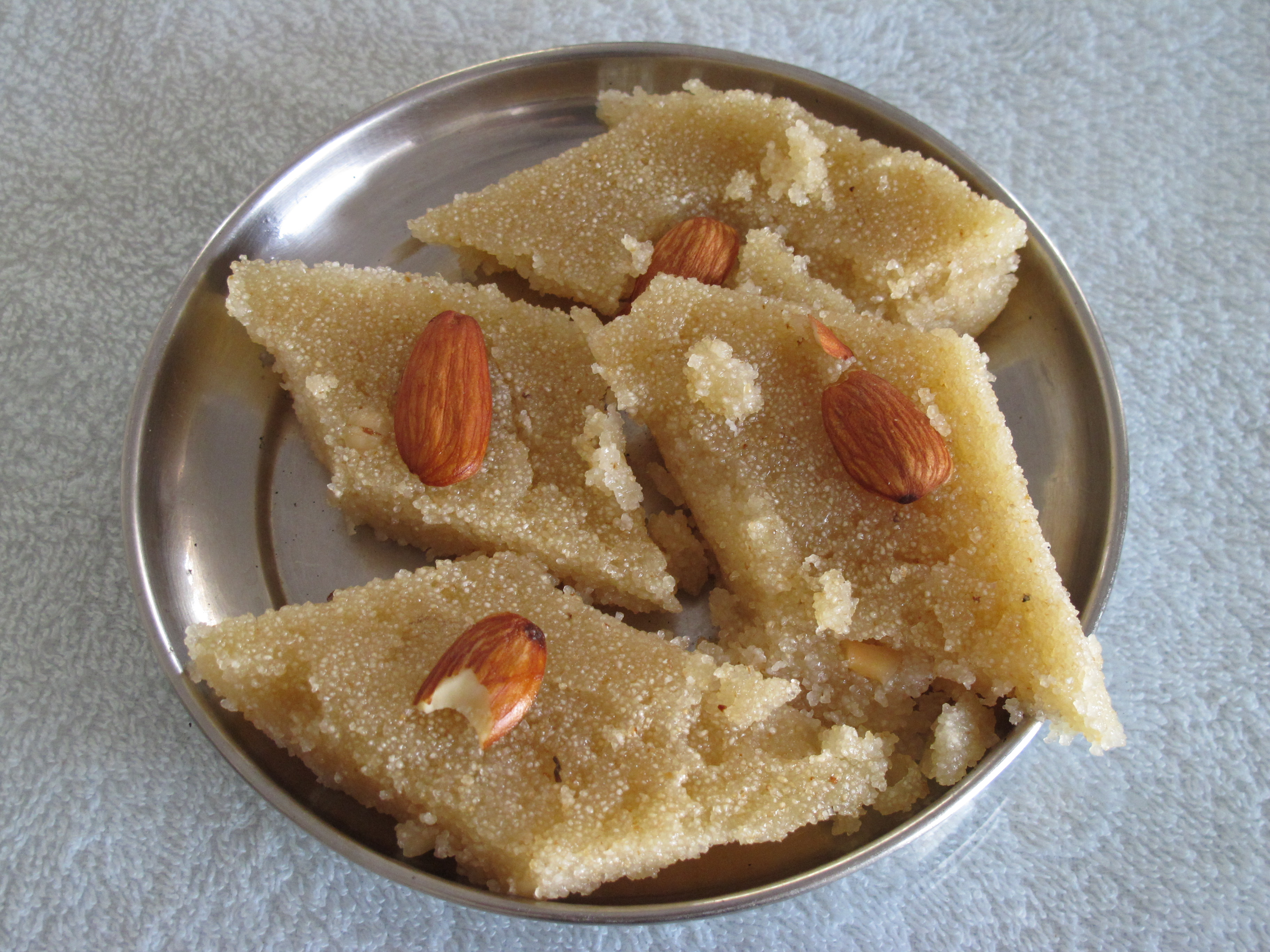
Sooji Ki Berfi
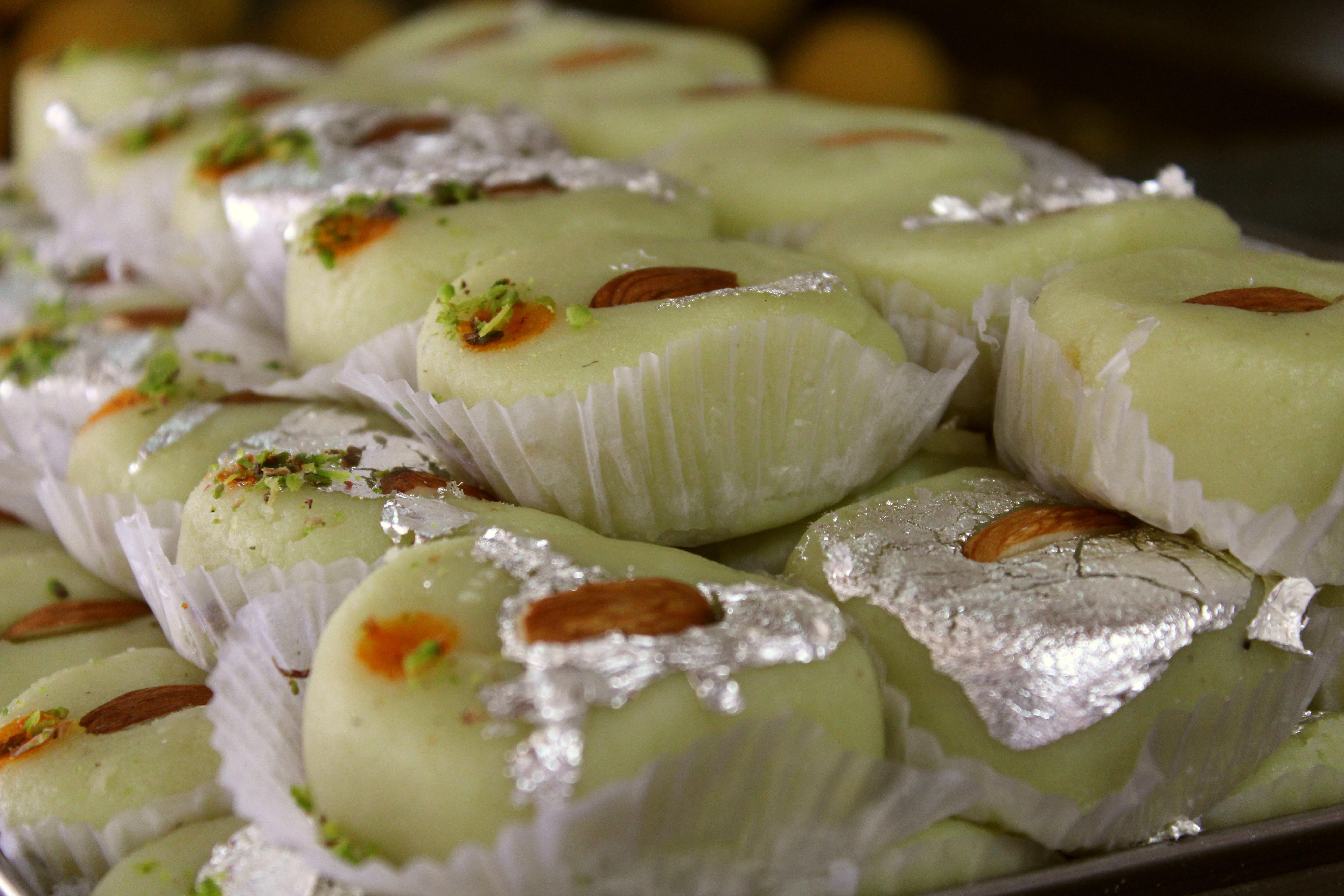
Фестиваль солодких страв.
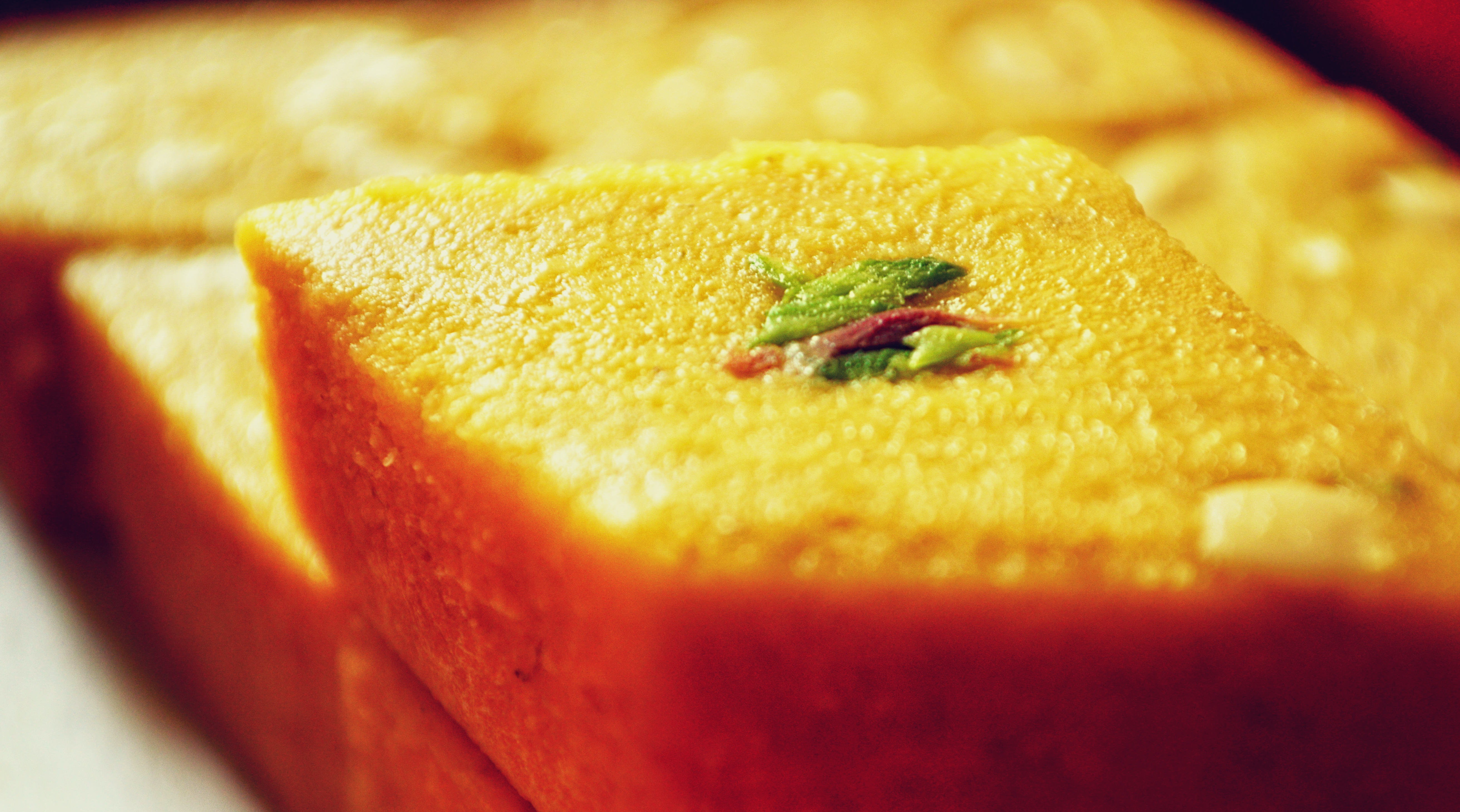
Moong Daal Barfi
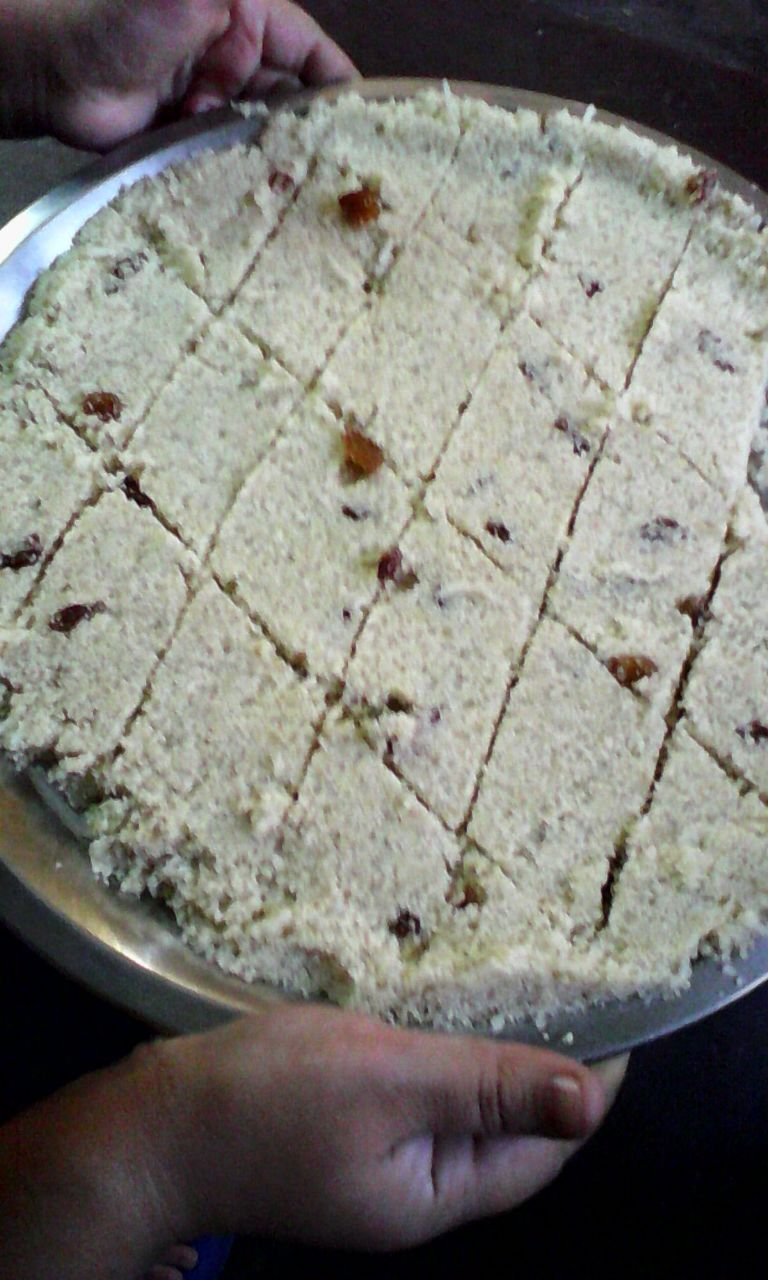
Тарілка бурфі. Видно як виглядає страва до нарізки. Лютий 2015 р.